# Trerindane
Die Trerindane (norwegisch für Drei Grate; russisch Гора Достоевского Gora Dostojewskowo) sind ein aus drei Graten bestehender Berg der Sør Rondane im ostantarktischen Königin-Maud-Land. Er ragt südlich der Tvihøgda auf.
Wissenschaftler des Norwegischen Polarinstituts benannten ihn 1988. Russische Wissenschaftler benannten ihn dagegen nach dem russischen Schriftsteller Fjodor Michailowitsch Dostojewski (1821–1881).